# Pavel Vasilyevich Rychagov
Pavel Vasilyevich Rychagov (tiếng Nga: Павел Васильевич Рычагов; 2 tháng 1 năm 1911 - 28 tháng 10 năm 1941) là Tư lệnh Lực lượng Không quân Liên Xô (VVS) trong một thời gian ngắn từ ngày 28 tháng 8 năm 1940 đến ngày 14 tháng 4 năm 1941. Ông bị cách chức không lâu trước khi Chiến tranh Vệ quốc Vĩ đại bùng nổ, và bị hành quyết trong cuộc thanh trừng Hồng quân vài tháng sau đó.

## Thời trẻ và giáo dục
Rychagov sinh ngày 2 tháng 1 năm 1911 tại làng Nizhnie Likhobory, một phần của Moskva ngày nay. Năm 1928, ông gia nhập Hồng quân, được đào tạo tại Trường Cao đẳng Quân sự Leningrad của Lực lượng Không quân, và tốt nghiệp năm 1930. Năm 1931, ông đăng ký học thêm tại Trường Cao đẳng Phi công Quân sự số 2.

## Sự nghiệp quân sự

### Phi công chiến đấu
Trong 5 năm, Rychagov là một phi công máy bay chiến đấu, tích lũy các kỹ năng trước khi trở thành chỉ huy của một phi đội hàng không ở Quân khu Kiev. Năm 1936, ông được trao tặng Huân chương Lenin. Ông cũng là một trong những tình nguyện viên Liên Xô đầu tiên chiến đấu trong Nội chiến Tây Ban Nha.
Cao điểm trong sự nghiệp phi công chiến đấu của Rychagov là trong Nội chiến Tây Ban Nha. Ngày 28 tháng 10 năm 1936, Rychagov dẫn đầu một nhóm gồm 15 phi công Liên Xô lái 25 máy bay Polikarpov I-15, hạ cánh xuống Cartagena, Tây Ban Nha. Vài ngày sau, một nhóm khác gồm 10 phi công và 15 máy bay đến Bilbao. Nhóm của Rychagov đã có hoạt động đầu tiên vào ngày 4 tháng 11. Vào ngày hôm đó, họ đã bắn rơi hai chiếc Junkers Ju 52 và hai chiếc Fiat CR.32 ở Madrid, trong khi các phi công Liên Xô không có báo cáo nào về tổn thất. Trong hai ngày tiếp theo, các phi công của Rychagov đã giành được 12 chiến thắng nữa, với cái giá phải trả là hai máy bay bị mất.
Tuy nhiên, vào ngày 16 tháng 11, Rychagov bị bắn rơi bởi những chiếc Fiat CR.32 ở Madrid, và 4 ngày sau, số lượng máy bay Liên Xô sẵn sàng chiến đấu trong khu vực đã giảm xuống còn 15 chiếc. Bảy chiếc đã bị mất trong chiến đấu, hai chiếc buộc phải hạ cánh và một chiếc đang được sửa chữa.  Rychagov, tuy nhiên, vẫn tiếp tục chiến đấu vào mùa xuân năm 1937. Vào tháng 12 năm 1936 và tháng 1 năm 1937, hai chuyến gồm 30 chiếc Polikarpovs I-15 đã đến Tây Ban Nha, cho phép thành lập một đơn vị chiến đấu hoàn chỉnh gồm 4 phi đội I-15. Vào cuối cuộc chiến, nhóm của Rychagov đã giành được 40 chiến thắng chung cuộc.
Ông trở lại Liên Xô năm 1937 trong một thời gian ngắn và được thăng cấp Lữ đoàn trưởng khi mới 26 tuổi. Năm 1938, ông dẫn đầu một nhóm tình nguyện viên khác đến Trung Quốc, nơi ông tham gia một số cuộc giao tranh với quân Nhật.

### Chỉ huy
Tháng 12 năm 1939, ông được thăng cấp Sư đoàn trưởng và được bổ nhiệm làm Tư lệnh Binh đoàn 9 Không quân. Ông đã chỉ đạo các hoạt động trong Chiến tranh Mùa đông chống lại Phần Lan.
Tháng 5 năm 1940, Huân chương Cờ đỏ thứ ba được trao cho Rychagov. Ông được phong quân hàm Trung tướng vài tháng sau đó.
Đến năm 1940, Rychagov là thành viên của cơ quan quản lý cao nhất của Không quân. Ông được bổ nhiệm làm Cục trưởng Cục Quản lý Không quân Hồng quân và trở thành thành viên của Hội đồng Quân sự Chỉ huy Hồng quân, tiền thân của Stavka. Cuối cùng, ông được bổ nhiệm làm Tư lệnh Không quân vào ngày 28 tháng 8 năm 1940, kế nhiệm tướng Yakov Smushkevich.

## Cái chết
Không lâu trước Chiến dịch Barbarossa, Rychagov đã bị loại khỏi chức vụ Tư lệnh Không quân do cuộc thanh trừng Hồng quân năm 1941, được thay thế bởi Pavel Zhigarev. Đây là kết quả của cuộc điều tra của Bộ Chính trị về tỷ lệ tai nạn cao trong Lực lượng Không quân. Hơn nữa, vào tháng 5 năm 1941, một chiếc Junkers Ju 52 của Đức đã hạ cánh xuống Moskva, không bị lực lượng phòng không phát hiện trước đó, dẫn đến các vụ bắt giữ lớn trong giới lãnh đạo Không quân. Trong trường hợp của Rychagov, ông bị trừng phạt vì coi máy bay Liên Xô là "quan tài bay".
Vào ngày 24 tháng 6, hai ngày sau khi cuộc xâm lược của Đức bắt đầu, Rychagov bị bắt. Một số vụ bắt giữ cấp cao khác do NKVD thực hiện vào năm 1941 bao gồm:
- 30 tháng 5: Ủy viên nhân dân Đạn dược Ivan Sergeyev và Thiếu tướng Ernst Schacht
- 31 tháng 5: Trung tướng Pyotr Pumpur
- 7 tháng 6: Ủy viên nhân dân Trang bị Boris Vannikov và Thượng tướng Grigory Shtern
- 8 tháng 6: Trung tướng Yakov Smushkevich
- 18 tháng 6: Trung tướng Pavel Alekseyev
- 19 tháng 6: Thượng tướng Aleksandr Loktionov
- 24 tháng 6: Đại tướng Kirill Meretskov
- 27 tháng 6: Trung tướng Ivan Proskurov

Rychagov bị tra tấn và hành quyết vào ngày 28 tháng 10 năm 1941 cùng với vợ, Thiếu tá không quân Maria Nesterenko.  Những người khác bị hành quyết vào ngày hôm đó bao gồm 20 sĩ quan Liên Xô khác (bao gồm cả những người tiền nhiệm của Rychagov trong Không quân, Yakov Smushkevich và Aleksandr Loktionov),.
Rychagov được phục hồi danh dự năm 1954.

## Giải thưởng quân sự
- "Sao Vàng" Anh hùng Liên Xô (31.12.1936, № 86);
- Hai Huân chương Lenin (25.05.1936, 31.12.1936);
- Ba Huân chương Cờ đỏ (18.03.1938, 25.10.1938, 21.05.1940);

## Lược sử quân hàm
- Thượng úy (24.12.1935);
- Đại úy (1936);
- Thiếu tá (1937);
- Lữ đoàn trưởng (комбриг, vượt cấp, 14.04.1938);
- Sư đoàn trưởng (комдив, 09.02.1939);
- Quân đoàn trưởng (комкор, 11.04.1940);
- Trung tướng không quân (04.06.1940).[9].